# В єдності – сила (монета)
«В є́дності — си́ла» — пам'ятна монета номіналом 5 гривень, випущена Національним банком України, присвячена всенародному єднанню українців у боротьбі проти російського агресора та міжнародній підтримці, яку Україні надає весь світ, наближаючи спільну перемогу. Прагнення до свободи — визначальна цінність українців. Наша боротьба за незалежність та цілісність країни триває вже багато століть… Після віроломного нападу 24 лютого 2022 року російських військ на Україну головною перешкодою для агресора та запорукою вільного розвитку держав і народів Європи стало протистояння, що відбувається на українській землі. Розуміючи це, на бік України став увесь цивілізований світ, який надає гуманітарну, економічну, безпекову та військову допомогу.
Монету введено в обіг 11 липня 2022 року. Вона належить до серії «Безсмертна моя Україно».

## Опис монети та характеристики
| Номінал грн. | Метал      | Маса, г | Діаметр, мм | Якість виготовлення       | Гурт     | Тираж, штук                                            |
| ------------ | ---------- | ------- | ----------- | ------------------------- | -------- | ------------------------------------------------------ |
| 5            | нейзильбер | 16,54   | 35,0        | спеціальний анциркулейтед | рифлений | до 250 000 (у тому числі 75 000 в сувенірній упаковці) |

### Аверс
На аверсі монети на дзеркальному тлі розміщено: малий Державний Герб України (у центрі), навколо якого зображено стилізовану символічну композицію єднання людей доброї волі в усьому світі — попарно з'єднані руки, замкнуті в коло та оповиті синьо-жовтою стрічкою (використано тамподрук); написи: «УКРАЇНА» (угорі півколом), рік карбування монет — «2022» (ліворуч), унизу півколом зазначено номінал — «5 ГРИВЕНЬ»; праворуч логотип Банкнотно-монетного двору Національного банку України.

### Реверс
На реверсі монети на дзеркальному тлі розміщено: угорі півколом написи двома мовами «В ЄДНОСТІ — СИЛА/IN UNITY STRENGTH», під якими стилізована композиція з кольорових прапорів (використано тамподрук) країн, які надають Україні всебічну допомогу: США, Великої Британії, Польщі, Канади, Естонії, Литви, Латвії, Італії, Швейцарії, Чехії, Швеції, Нідерландів, Німеччини, Франції, Японії.

75 000 монет із загального тиражу було випущено у сувенірних упаковках
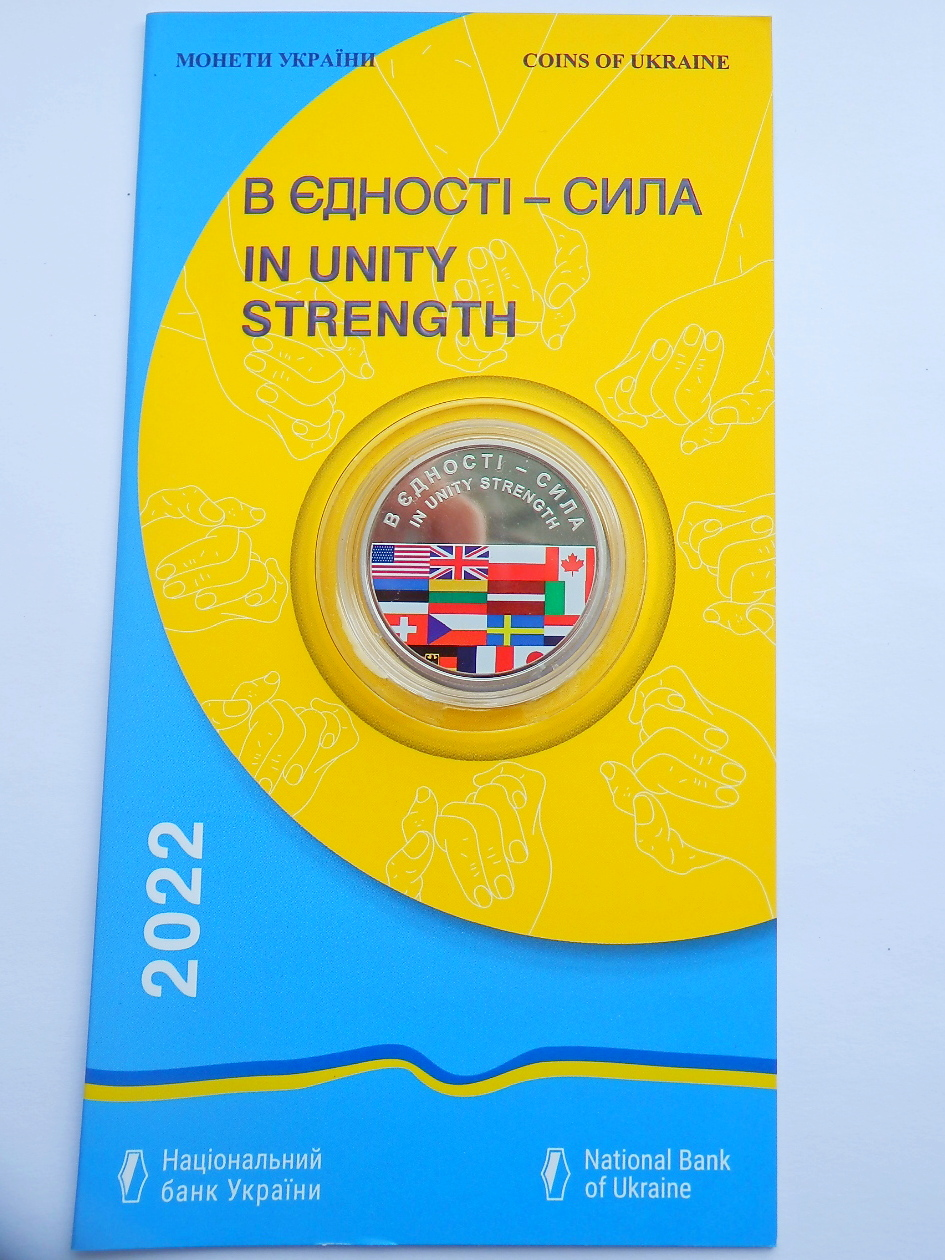
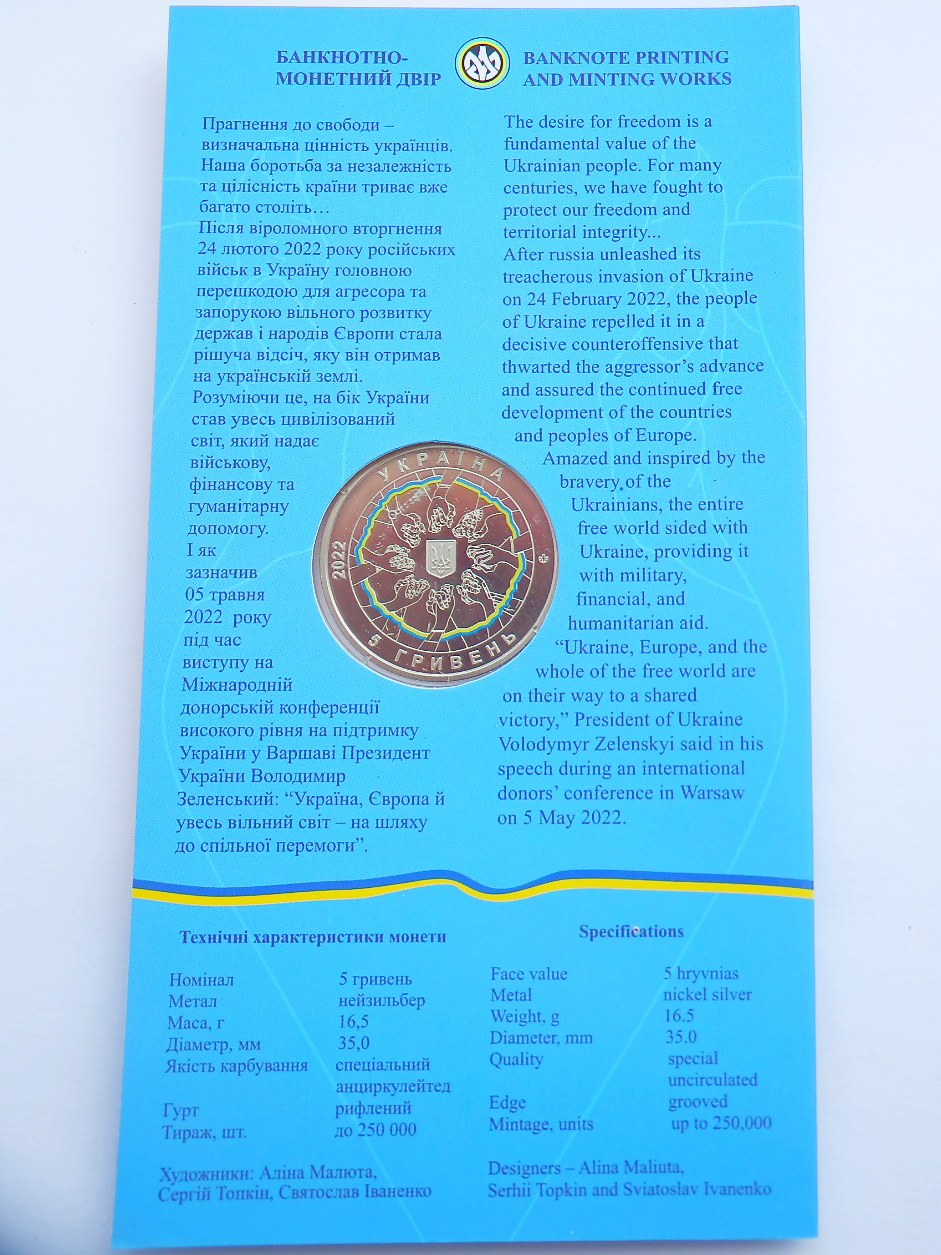

## Автори

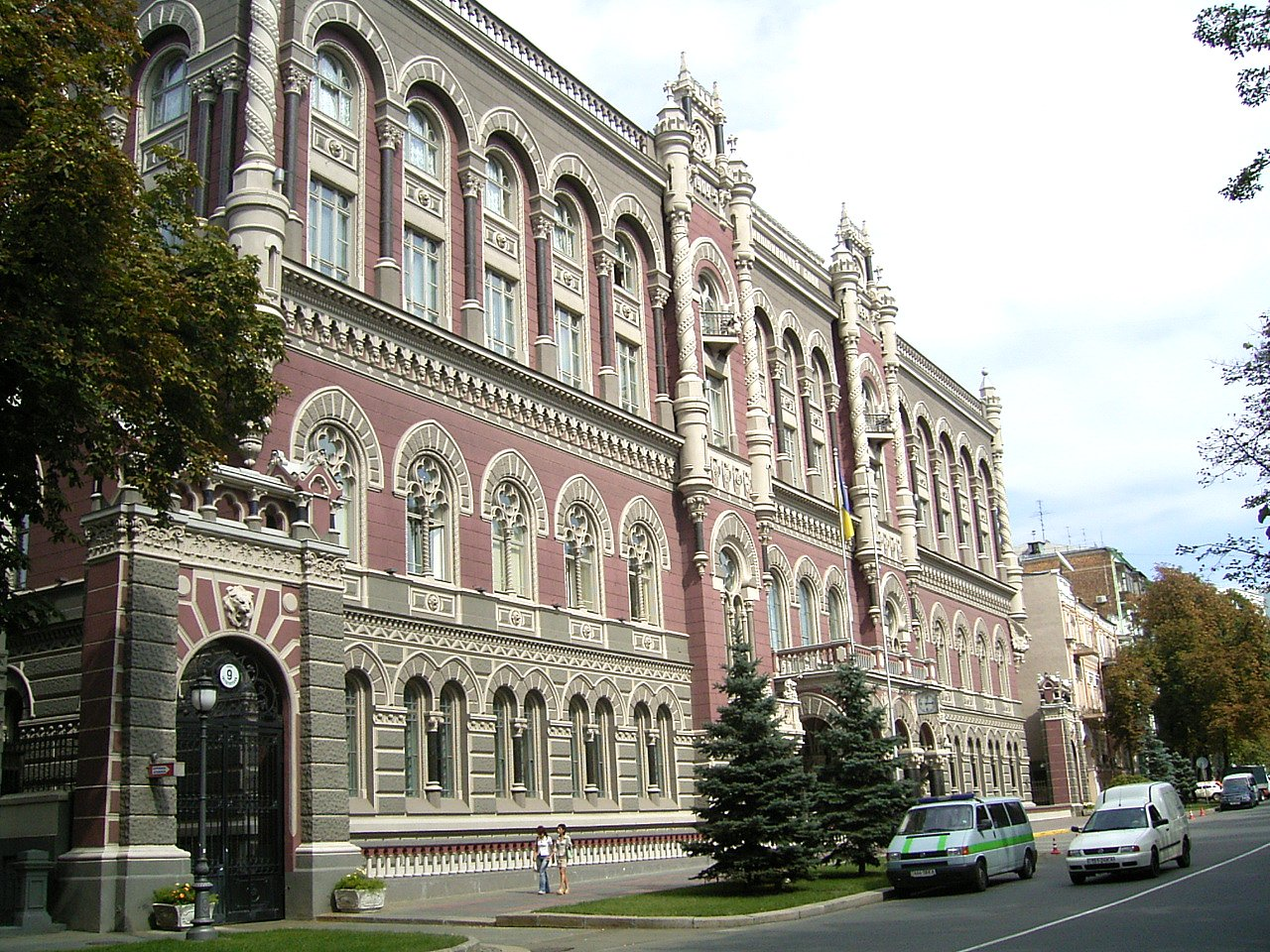
Будівля Національного банку України

- Художники: Малюта Аліна, Топкін Сергій, Іваненко Святослав.
- Скульптор — Лук'янов Юрій.

## Вартість монети
Під час введення монети в обіг 2022 року, Національний банк України реалізовував монету за ціною 202 гривні (232 у сувенірній упаковці).
Фактична приблизна вартість монети, з роками змінювалася так:
| Рік        | 2023 | 2024 | 2025 |
| ---------- | ---- | ---- | ---- |
| Ціна, грн. | 260  | 370  | 430  |